# Tommerups kommun
Tommerups kommun var en kommun i Fyns amt i Danmark. Den ingår sedan 2007 i Assens kommun.